# Il piccolo principe e il drago a otto teste
Il piccolo principe e il drago a otto teste (わんぱく王子の大蛇退治?, Wanpaku Ōji no Orochi Taiji, lett. Lo sterminio di Orochi dal principe birichino) è un film d'animazione diretto da Yūgo Serikawa.
Pellicola giapponese di genere fantastico e avventura, la sesta a essere prodotta da Toei Animation (all'epoca Toei Doga), proiettata in Giappone il 24 marzo 1963. È anche nota con il titolo internazionale The Little Prince and the Eight-Headed Dragon (da cui deriva il titolo italiano), e in minoranza come Prince in Wonderland e Rainbow Bridge.
Ispirato alla leggenda shinto del dio della tempesta Susanoo e alla sua battaglia con Yamata no Orochi (il drago a otto teste), il film in formato anamorfico "TōeiScope" è scritto da Ichirō Ikeda e Takashi Iijima. È considerato uno dei migliori lungometraggi di Tōei Dōga e un vero punto di svolta per gli anime e i film d'animazione in generale, posizionandosi 10º nella lista dei 150 migliori film e serie animati di tutti i tempi, compilata al Laputa Animation Festival di Tokyo tramite un sondaggio internazionale di animatori e critici nel 2003.
La modernità e il character design astratto, rappresentati dal direttore delle animazioni curate qui da Yasuji Mori, hanno richiamato l'attenzione sui talentuosi animatori chiave Yasuo Ōtsuka e Yōichi Kotabe (seppur quest'ultimo sia accreditato come intercalatore) e gli aiuto registi Isao Takahata e Kimio Yabuki. Questo film evita l'aspetto morbido arrotondato dei precedenti film di animazione Toei, per un aspetto più stilizzato. La colonna sonora, composta da Akira Ifukube, fu anch'essa molto acclamata.

## Trama
Sono narrate le vicende della divinità Susano'o (rappresentato qui come un bambino), la cui madre Izanami è morta. Egli rimane profondamente ferito dalla perdita di sua madre, ma suo padre Izanagi gli dice che sua madre è ora in cielo. Nonostante gli avvertimenti di Izanagi, Susano'o alla fine si mette a cercarla. Insieme con i suoi compagni, Akahana (un piccolo coniglio parlante) e Titan Bō (un gigante forte ma amichevole dalla Terra del Fuoco), Susano'o supera tutti gli ostacoli nel suo lungo viaggio.
Alla fine arriva nella provincia di Izumo, dove incontra la principessa Kushinada, una bambina con la quale diventa amico (pensando anche che lei è così bella che assomiglia a sua madre). La famiglia di Kushinada dice a Susano'o che le loro altre sette figlie sono state sacrificate al temibile serpente a otto teste, il Yamata no Orochi. Susano'o è così infatuato di Kushinada che egli decide di aiutare la sua famiglia e uccidere Orochi una volta per tutte.

## Colonna sonora
È anche uno dei pochi film d'animazione ad avere le musiche del famoso compositore Akira Ifukube, l'altro è il film distribuito postumo Super Robot 28. Una suite sinfonica di cinque movimenti basati su segnali di partitura è stata creata da Ifukube nel 2003, la prima registrazione è stata eseguita dalla Japan Philharmonic Orchestra diretta da Tetsuji Honna e distribuito su compact disc da King Records entro lo stesso anno. Alcune delle musiche del film sono state riutilizzate negli episodi 1 e 32 della serie televisiva di Toei Animation, Mazinga Z, trasmessa tra il 1972 e il 1973.
La canzone del film "Haha no Nai Ko no Komoriuta" (母のない子の子守歌?, Ninna nanna per un bimbo senza mamma) è anch'essa composta da Ifukube, con testi di Takashi Morishima, e cantata da Setsuko Watabe. La registrazione della colonna sonora monofona è stata almeno due volte rilasciata su Compact Disc, ormai fuori stampa: primo di una serie di due dischi pubblicati dalla Futureland nel 1992, che fu accoppiato con un disco di versioni alternative e con la musica di Ifukube per Mitsubishi Expo '70 per mostre e ultimamente in una migliore qualità in una collezione di dieci dischi di colonne sonore di Toei Animation distribuite da Nippon Columbia nel 1996.

## Distribuzione
Il film è stato distribuito negli Stati Uniti con il titolo The Little Prince and the Eight-Headed Dragon da Columbia Pictures, il 1º gennaio 1964. Anche se ancora molto apprezzato negli ambienti di animazione, il film è tutt'oggi poco conosciuto al di fuori di essi e a partire da aprile 2011, la più recente edizione home video è un fuori stampa dell'edizione DVD giapponese pubblicata nel 2002 e ristampata in quantità limitata nel 2008. In seguito è stato ridistribuito nel 2013 e nel 2015 assieme all'ottava ristampa della collana Tōei za - teiban (東映 ザ・定番?, Toei - I Classici).
La versione italiana è arrivata direttamente in televisione, venendo trasmessa su Iris la notte del 21 marzo 2012.

## Accoglienza
Il film ha ricevuto preziosi riconoscimenti al momento della sua uscita tra cui essere onorato con una Osella di bronzo al Festival di Venezia e con il premio Ōfuji Noburō Award nel 1963 al Mainichi Film Awards e ricevendo le raccomandazioni ufficiali del Ministero giapponese della Pubblica Istruzione e il Ministero della salute Central Child Welfare. Più di recente, Genndy Tartakovsky ha guardato il film e lo identifica come influenza primaria sulla direzione e la progettazione del suo Samurai Jack.